# Culicoides perettii
Culicoides perettii är en tvåvingeart som beskrevs av Cornet och Chateau 1971. Culicoides perettii ingår i släktet Culicoides och familjen svidknott.
Artens utbredningsområde är Senegal. Inga underarter finns listade i Catalogue of Life.